# Pałac Wodzickich w Krakowie
Pałac Wodzickich – pałac w Krakowie na Starym Mieście, znajdujący się przy ul. św. Jana 11 na rogu z ul. św. Marka 17a.
Pierwotny budynek powstał w tym miejscu ok. 1741 w wyniku połączenia i przebudowy dwóch sąsiadujących ze sobą gotyckich kamieniczek. Zachowały się z nich dwa portale z XV i XVI w. Wzniesiona wtedy budowla z bogato dekorowaną fasadą, była rozłożona na planie prostokąta i ustawiona równolegle do ulicy. Około 1780 przebudowany na wczesnoklasycystyczny pałac przez starostę krakowskiego Ignacego Przebendowskiego zwany był także „Pałacem Przebendowskich”, 
Po pożarze z 1781 roku został zakupiony przez Franciszka Wodzickiego i ponownie przebudowany zgodnie z projektem Jana Ferdynanda Naxa. Frontowa elewacja pałacu jest symetryczna, cechuje się siedmiopolowym podziałem, którego rytm wyznaczają okazałe pilastry oraz imponująca attyka w typie balustrady z wazonami. Na szczycie attyki znajduje się wielki kartusz z herbem rodu Wodzickich otoczony rzeźbami (m.in. Diany). Dobrze zachowały się także wnętrza pierwszego piętra budynku, gdzie znajdują się oryginalne stiuki, polichromie, boazerie, intarsjowane posadzki i kominek.
W 1830 rezydencja należała do Stanisława Wodzickiego, prezesa Senatu Rządzącego Rzeczypospolitej Krakowskiej, który był uważany za zwolennika polityki kanclerza Metternicha. W grudniu owego roku przed pałacem zebrała się ogromna manifestacja ludności domagającej się ustąpienia Wodzickiego z zajmowanego stanowiska, co też niebawem nastąpiło. 
W 1848 manifestujące tłumy krakowian domagały się od urzędującego w pałacu komisarza Maurycego Deyma, naczelnika urzędu cyrkularnego Krakowa, aby uwolnił więźniów politycznych. Wydarzenie to upamiętnił Teofil Lenartowicz, który przedstawił na rysunku fasadę pałacu i tłum demonstrantów.
Rezydencja przetrwała okres II wojny światowej. Podczas prac konserwatorskich prowadzonych po 1945 odkryto wspomnianą polichromię i belkowane renesansowe stropy. Po odrestaurowaniu pałac został przeznaczony na siedzibę krakowskiego oddziału Stowarzyszenia Architektów Polskich (SARP).